# ケプラー15b
ケプラー15b(英語:Kepler-15b)とは地球から見てはくちょう座の方角に2500光年先にある、太陽に似た恒星、ケプラー15を公転している太陽系外惑星である。

## 特徴
| 木星 | ケプラー15b |
| ---- | ----------- |
| 木星 | Exoplanet   |

質量は木星の66%、半径は木星の96%である。ケプラー15からわずか0.05714 au(約854万2000km)の距離をほぼ5日で公転している為、表面温度は1251 Kにもなり、このことからケプラー15bはホット・ジュピターとされている。

### 恒星
恒星ケプラー15は太陽と同様にG型主系列星でスペクトル型はG8Vである。半径は0.992+0.058
−0.070 R☉、質量は1.018+0.044
−0.052 M☉であり、太陽に近い。金属量[Fe/H]が0.36であることからこの恒星は金属量は太陽の2.3倍である。